# Aiko, Princesa Toshi
Aiko, Princesa Toshi (japonês: 敬宮愛子内親王, Tóquio, 1 de dezembro de 2001) é a filha única do imperador Naruhito e da imperatriz Masako, e portanto, membro da Casa Imperial do Japão e, por ser mulher, ela não tem direitos de ascender ao trono, uma vez que no país vigora a Lei Sálica estrita.

## Nascimento

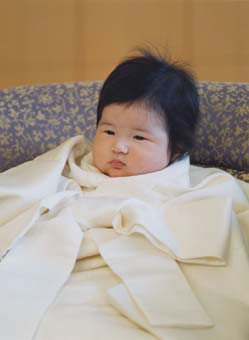
Aiko com três meses de idade

Aiko nasceu no dia 1º de dezembro de 2001, no Hospital da Casa Imperial, pesando 3,1kg e medindo 49cm, reporta o Web Japan, portal do Ministério das Relações Exteriores do Japão.
Ela fez sua primeira aparição pública em 8 de dezembro seguinte, quando sua mãe, acompanhada do marido, deixou o hospital pouco antes do meio-dia e foi até o Palácio Imperial, onde a menina foi "batizada", tendo seu nome sido revelado e ela recebido um banho tradicional. Cerimoniosamente, ela também recebeu de seu avô Akihito, então imperador, uma espada protetora e uma carta formal de que ela receberia um hakama (saia formal tradicional).
Há rumores na imprensa, sempre negados pelo Palácio Imperial, que Aiko tenha sido fruto de um procedimento de inseminação artificial, uma vez que sua mãe tinha problemas para dar à luz uma criança.

### Nomeação
A princesa teve seu nome escolhido pelos próprios pais e não pelo avô paterno, o então imperador Akihito, quebrando assim uma tradição da família imperial do Japão, reporta o Web Japan.
Aiko, o nome pessoal da princesa, é escrito com o caractere Kanji para "amor" e "criança". Ele deriva de um ensinamento do filósofo chinês Mêncio, que escreveu: "aqueles que amam os outros serão amados constantemente por eles; aqueles que respeitam os outros serão constantemente respeitados por eles". Ela também possui um título imperial, "Princesa Toshi" (敬宮 toshi no miya), que significa "uma pessoa que respeita os outros". Esse título formal será obrigatoriamente renunciado por Aiko caso ela se case com um plebeu, o que provavelmente acontecerá, já que a nobreza japonesa foi abolida e a família imperial japonesa foi delimitada a descendentes do imperador Taishō em 1947.

## Debate sobre a questão sucessória

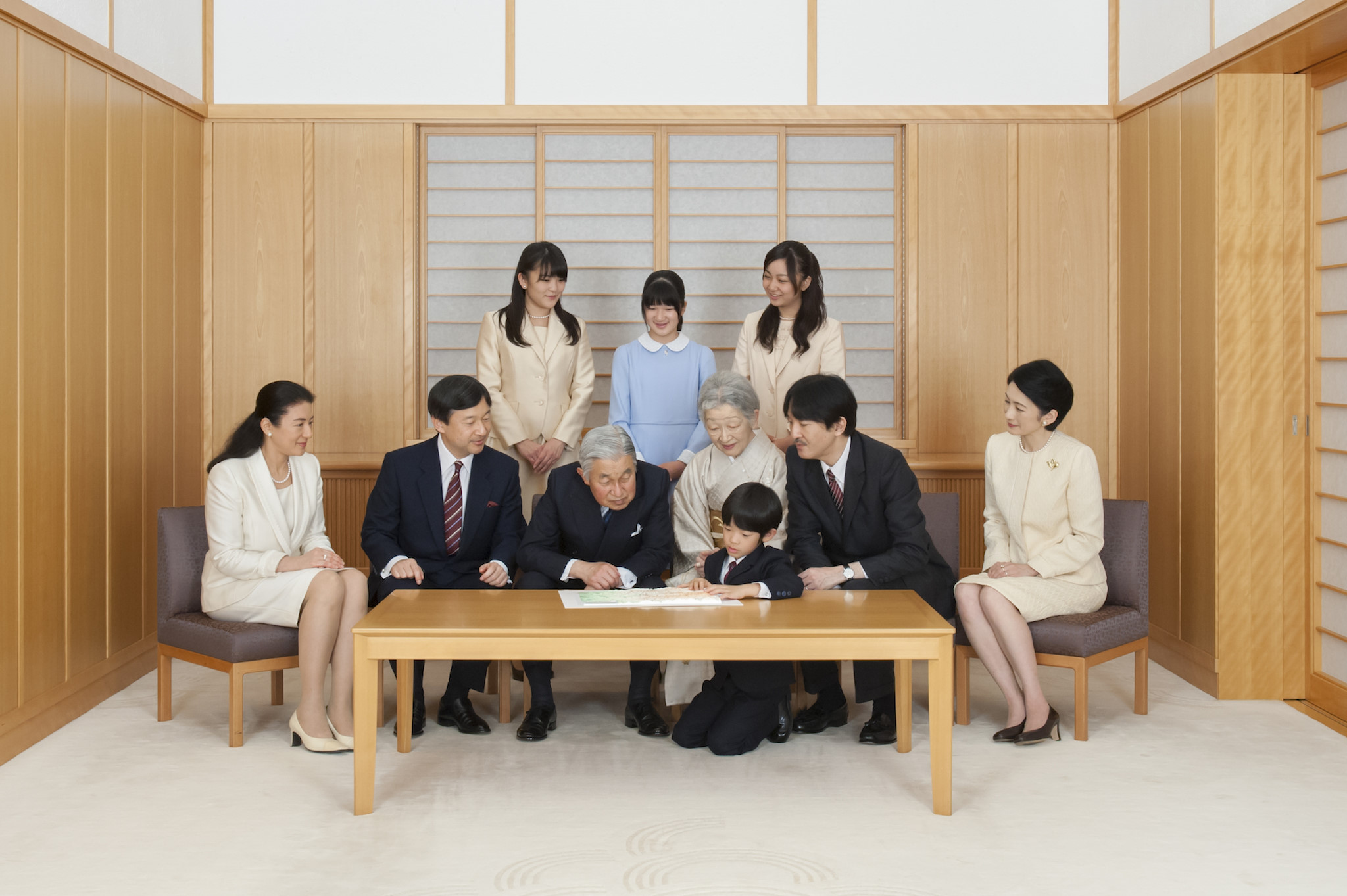
Aiko em 2013 (de azul) com a Família Imperial

Em novembro de 2005, um comitê governamental recomendou mudar a Lei de Sucessão Imperial de 1947 para garantir que o primogênito dos príncipes herdeiros japoneses, de qualquer sexo, se tornasse o herdeiro direto do Trono do Crisântemo. A opinião pública debatia uma reforma para possibilitar a ascensão da princesa Aiko como uma imperatriz reinante do Japão. O então primeiro-ministro japonês, Junichiro Koizumi, comprometeu-se a levar a reforma ao Parlamento do Japão.
Entretanto, a gravidez da princesa Kiko de Akishino, esposa do Príncipe Akishino, anunciada oficialmente em fevereiro de 2006, mudou os planos. Em setembro de 2006 nasceu um menino, o príncipe Hisahito de Akishino, que tornou-se então o terceiro na linha de sucessão ao trono japonês sob a atual lei, após seu tio Naruhito (pai de Aiko) e de Fumihito (tio de Aiko). O nascimento de Hisahito foi um alívio para políticos tradicionalistas e, de fato, desencorajou as propostas que sugeriam a sucessão feminina. Antes de seu nascimento, 84% da população do Japão mostrava-se favorável à mudança, que permitiria oficialmente à princesa Aiko ser herdeira e poder ser oficialmente a legítima imperatriz reinante japonesa no futuro.
Em meados de 2016, quando o então imperador Akihito (avô paterno de Aiko) anunciou que pretendia abdicar o Trono do Crisântemo, novos boatos sobre mudanças na lei que rege a ascensão ao trono japonês voltaram à tona e especulou-se novamente que as princesas poderiam passar a fazer parte da linha de sucessão ao trono japonês, uma vez que àquela data, Hisahito era o único varão jovem na linha sucessória.

## Educação
A princesa iniciou a sua educação formal no jardim de infância da escola Gakushuin em Tóquio, em abril de 2006 e seus estudos pré-escolares em 15 de março de 2008. Em 2014, ela foi matriculada na escola secundária particular de Gakushuin Girls' Junior & Senior High School, onde se formou em março de 2020.
Em 21 de fevereiro de 2020 foi anunciado que ela havia sido aceita na Universidade Gakushuin de Tóquio, onde iniciou seus estudos em abril do mesmo ano, no Departamento de Língua e Literatura Japonesa da Faculdade de Letras.

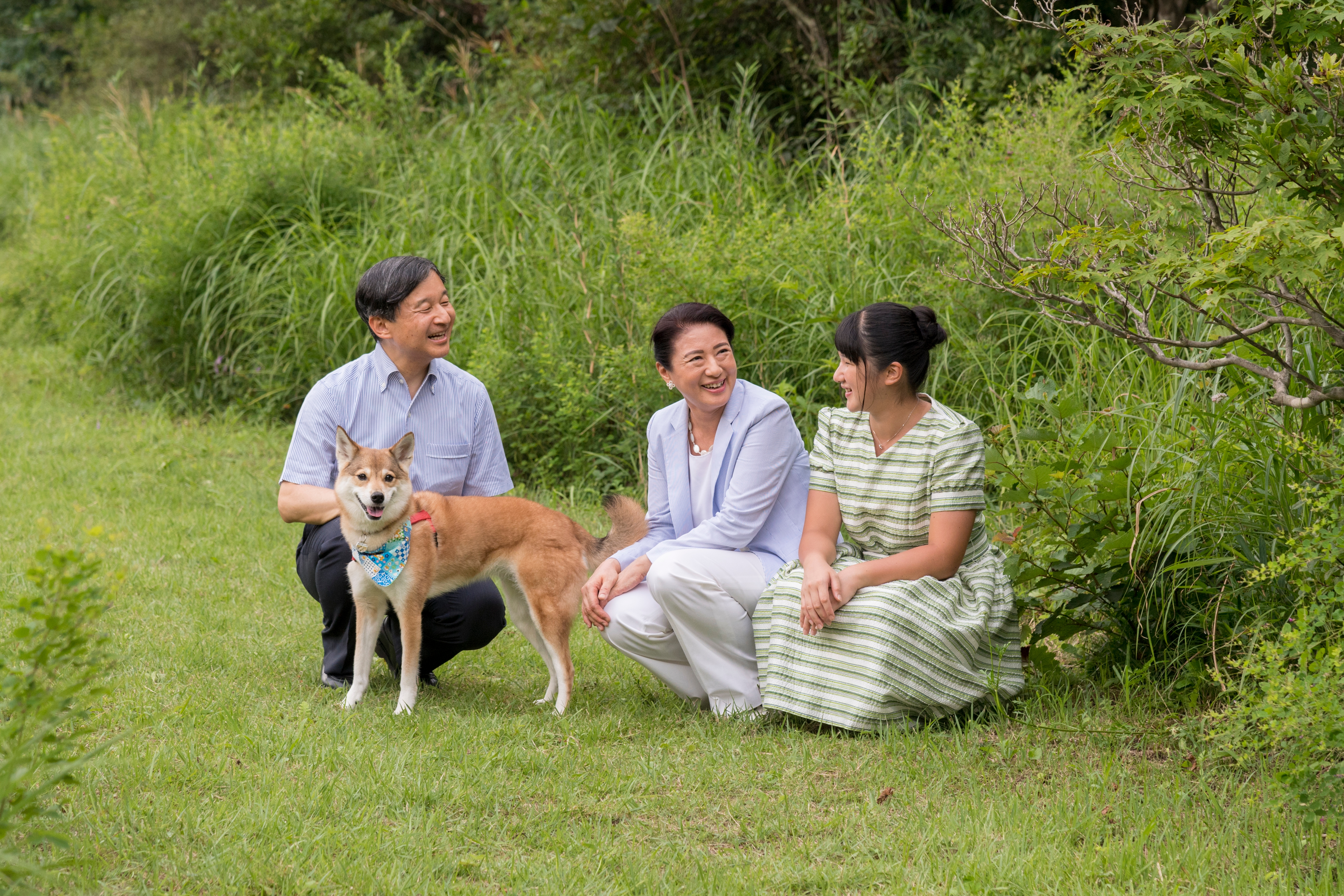
Aiko em 2019 com os pais

### Passatempos e interesses
A princesa Toshi é uma instrumentista de cordas, como seu pai, e costuma fazer apresentações de violoncelo. Ela também gosta de esportes como basquete e tênis.
Em seu oitavo aniversário, em 2009, foi revelado que seus interesses incluíam escrever caracteres Kanji, caligrafia, pular corda, tocar piano e violino e também escrever poesias.
Segundo o jornal Nippon, como sua mãe, ela gosta de cachorros.

## Saúde
Em março de 2010, o jornal japonês Sankei Shimbun revelou que a princesa Toshi, então na segunda série do ensino primário, estava faltando há dias às aulas porque era, junto com outros colegas, vítima de bullying, causado pelo comportamento agressivo de um grupo de meninos de sua classe. Estando ansiosa, Aiko teria alegado estar passando mal, se queixando de náuseas, como pretexto para não ir à escola.
O episódio fez com que a Agência da Casa Imperial exigisse providências da direção da escola, tendo a princesa retomado as aulas em 02 de maio de 2010, algumas vezes acompanhada de sua mãe.
Em novembro de 2011, a princesa Aiko sofreu de febre alta e acabou sendo hospitalizada com pneumonia.
Em 2016, a imprensa mundial noticiou que a princesa sofria de estresse e estava, por isto, faltando à aula por várias semanas. Parte da imprensa também especulou que ela sofria de depressão, mesma doença da princesa Masako. Oficialmente a Agência Imperial informou que a princesa sofria de "fadiga" causada por esforços escolares.
No dia em que completou 15 anos, em 1º de dezembro de 2016, a princesa foi fotografada muito mais magra, o que foi notado pela imprensa japonesa e internacional, levantando boatos de que estivesse com bulimia nervosa ou com anorexia nervosa.

## Funções e aparições públicas
Fotos da princesa são divulgadas periodicamente pela Casa Imperial e pouco antes de completar 5 anos, ela apareceu vestindo o tradicional quimono pela primeira vez, numa cerimônia chamada chakko-no-gi, reporta o Nippon.
Em julho de 2018, ela fez a sua primeira viagem solo ao exterior para participar de um programa de verão do Eton College, na Inglaterra. Depois de seu retorno para o Japão, ela respondeu a perguntas da imprensa e assumiu o papel de mestre de cerimônias durante uma apresentação da equipe de dança da sua escola.  Em sua graduação no Ensino Médio, ela novamente conversou com a imprensa e se deixou fotografar.
Aparições públicas em eventos oficiais, no entanto, só passaram a ser permitidas, como é a tradição, quando ela completou sua maioridade, que no Japão acontece aos 20 anos de idade.

### Maioridade
No dia 05 de dezembro de 2021, comemorando seus 20 anos, ela apareceu pela primeira vez usando uma tiara - a tradição era que ela ganhasse uma tiara nova, mas devido à situação econômica causada pela pandemia de covid-19, esta tradição foi quebrada. Neste dia, como cerimonial, ela também visitou o santuário da Casa Imperial para homenagear os antepassados e ganhou de seu pai o grande colar da Ordem da Preciosa Coroa durante uma cerimônia com a presença de familiares e autoridades.
"Estou profundamente grata a todos os que fazem parte desta minha viagem até ao dia de hoje", disse a princesa num comunicado, segundo a revista Caras Portugal.

## Títulos, estilos e honrarias
Os títulos pelos quais, a Aiko é denominada oficialmente são:
- 01 de dezembro de 2001 - presente: Sua Alteza Imperial A Princesa Toshi
- 01 de dezembro de 2021 - membro da Ordem da Preciosa Coroa

## Genealogia
|  |                      |  |  |  |  |  |  |  |  |  |  |  |  |
|  | Hirohito             |  |  |  |  |  |  |  |  |  |  |  |  |
|  |                      |  |  |  |  |  |  |  |  |  |  |  |  |
|  |                      |  |  |  |  |  |  |  |  |  |  |  |  |
|  | Akihito              |  |  |  |  |  |  |  |  |  |  |  |  |
|  |                      |  |  |  |  |  |  |  |  |  |  |  |  |
|  |                      |  |  |  |  |  |  |  |  |  |  |  |  |
|  | Imperatriz Kōjun     |  |  |  |  |  |  |  |  |  |  |  |  |
|  |                      |  |  |  |  |  |  |  |  |  |  |  |  |
|  |                      |  |  |  |  |  |  |  |  |  |  |  |  |
|  | Naruhito             |  |  |  |  |  |  |  |  |  |  |  |  |
|  |                      |  |  |  |  |  |  |  |  |  |  |  |  |
|  |                      |  |  |  |  |  |  |  |  |  |  |  |  |
|  | Hidesaburo Shōda     |  |  |  |  |  |  |  |  |  |  |  |  |
|  |                      |  |  |  |  |  |  |  |  |  |  |  |  |
|  |                      |  |  |  |  |  |  |  |  |  |  |  |  |
|  | Michiko do Japão     |  |  |  |  |  |  |  |  |  |  |  |  |
|  |                      |  |  |  |  |  |  |  |  |  |  |  |  |
|  |                      |  |  |  |  |  |  |  |  |  |  |  |  |
|  | Fumiko Soejima       |  |  |  |  |  |  |  |  |  |  |  |  |
|  |                      |  |  |  |  |  |  |  |  |  |  |  |  |
|  |                      |  |  |  |  |  |  |  |  |  |  |  |  |
|  | Aiko, Princesa Toshi |  |  |  |  |  |  |  |  |  |  |  |  |
|  |                      |  |  |  |  |  |  |  |  |  |  |  |  |
|  |                      |  |  |  |  |  |  |  |  |  |  |  |  |
|  | Takeo Owada          |  |  |  |  |  |  |  |  |  |  |  |  |
|  |                      |  |  |  |  |  |  |  |  |  |  |  |  |
|  |                      |  |  |  |  |  |  |  |  |  |  |  |  |
|  | Hisashi Owada        |  |  |  |  |  |  |  |  |  |  |  |  |
|  |                      |  |  |  |  |  |  |  |  |  |  |  |  |
|  |                      |  |  |  |  |  |  |  |  |  |  |  |  |
|  | Shizuka Tamura       |  |  |  |  |  |  |  |  |  |  |  |  |
|  |                      |  |  |  |  |  |  |  |  |  |  |  |  |
|  |                      |  |  |  |  |  |  |  |  |  |  |  |  |
|  | Masako               |  |  |  |  |  |  |  |  |  |  |  |  |
|  |                      |  |  |  |  |  |  |  |  |  |  |  |  |
|  |                      |  |  |  |  |  |  |  |  |  |  |  |  |
|  | Yutaka Egashira      |  |  |  |  |  |  |  |  |  |  |  |  |
|  |                      |  |  |  |  |  |  |  |  |  |  |  |  |
|  |                      |  |  |  |  |  |  |  |  |  |  |  |  |
|  | Yumiko Owada         |  |  |  |  |  |  |  |  |  |  |  |  |
|  |                      |  |  |  |  |  |  |  |  |  |  |  |  |
|  |                      |  |  |  |  |  |  |  |  |  |  |  |  |
|  | Suzuko Yamaya        |  |  |  |  |  |  |  |  |  |  |  |  |
|  |                      |  |  |  |  |  |  |  |  |  |  |  |  |
|  |                      |  |  |  |  |  |  |  |  |  |  |  |  |